# ITF Ustanova za krepitev človekove varnosti
ITF Ustanova za krepitev človekove varnosti (angleško ITF Enhancing Human Security) je mednarodna fundacija, ki deluje na področju odstranjevanja min ter rehabilitaciji žrtev le-teh. 
Fundacijo je marca 1998 ustanovila Vlada Republike Slovenije z namenom pomoči Bosne in Hercegovini glede udejanjanja Daytonskega sporazuma (iz decembra 1995), pri čemer je bila poimenovana kot Mednarodna ustanova - fundacija za razminiranje in pomoč žrtvam min v Bosni in Hercegovini; glavni namen fundacije je bilo zbiranje denarja in upravljanje deminerskih projektov. Prvotno je bilo delovanje fundacije usmerjeno na jugovzhodno Evropo (področje bivše Jugoslavije)in Albanijo, a je nato zaradi uspešnega dela na predlog ZDA in slovenske Vlade razširila delovanje še na druge evropske in evroazijske države (Ciper, J. Kavkaz), Srednjo Azijo, Latinsko Ameriko in Bližnji vzhod. Kasneje se je preimenovala v Mednarodna ustanova – Fundacija za razminiranje in pomoč žrtvam min in ob širitvi koncepta v trenutno ime.
Od začetka svojega delovanja je Fundacija pri donatorjih zbrala preko 360 milijonov USD in očistila čez 120 milijonov m2 ozemlja. V tem času so se Fundaciji pridružilo čez 100 donatorjev, od tega 27 držav donatorjev. Največji donatorji so ZDA, Norveška, Kanada, Nemčija, Slovenija, Hrvaška in Združeno kraljestvo.

## Delovanje
Fundacija financira odstranjevanje min, rehabilitacijo žrtev nmin ter financira usposabljanje deminerjev (in službenih psov), Fundacija je, skupaj z Centri za razminiranje v JV Evropi ustanovila tudi tri regionalne centre:
- v BiH (Konjic), kjer poteka usposabljanje psov za odkrivanje min s področja Jugovzhodne Evrope,
- na Hrvaškem, kjer poteka testiranje deminerske opreme in
- v Črni gori, kjer je regijski center za podvodno deminiranje.[3]

Odstranjevanje min poteka na tri načine:
- ročno (kjer deminerji pregledajo ozemlje in ročno odstranijo oz. varno detonirajo mine),
- s pomočjo službenih psov, ki so usposobljeni za iskanje min in
- mehansko odstranjevanje (s pomočjo težke mehanizacije).[4]

Pomoč žrtvam min lahko poteka kot: predbolnišnična oskrba (prva pomoč in oskrba ran/poškodb), bolnišnična oskrba, rehabilitacija, družbena in ekonomska reintegracija,...

## Priznanja
Leta 2000 je ustanova prejela častni znak svobode Republike Slovenije z naslednjo utemeljitvijo: »za pomembno človekoljubno delovanje v mednarodnem prostoru«.